# NGC 2854
NGC 2854 este o interacțiune de galaxii situată în constelația Ursa Mare. A fost descoperită în 9 martie 1788 de către William Herschel. Se află la o distanță de 25 de megaparseci de Pământ.